# Navarcles
Navarcles ist eine katalanische Stadt in der Provinz Barcelona im Nordosten Spaniens. Sie liegt in der Comarca Bages.

## Gemeindepartnerschaft
Navarcles unterhält seit 1996 eine Partnerschaft mit der französischen Gemeinde Lavelanet.